# 1888 en littérature
| Années de la littérature : 1885 - 1886 - 1887 - 1888 - 1889 - 1890 - 1891    |
| Décennies de la littérature : 1850 - 1860 - 1870 - 1880 - 1890 - 1900 - 1910 |

Cet article présente les faits marquants de l'année 1888 en littérature.

## Essais
- P. Martin, La Vulgate latine au xiiie siècle, d’après Roger Bacon, Maissonneuve, Ch. Leclercq et Cie, Paris
- Henri Bergson, Essai sur les données immédiates de la conscience.
- Henry David Thoreau, Balade d'hiver.

## Littérature
- Jules Le Petit, Bibliographie des principales éditions originales d'écrivains français du XVe au XVIIIe s, éd. Quantin.

## Romans
- Maurice Barrès, Sous l’œil des barbares.
- Edward Bellamy, Cent ans après ou l'An 2000
- Theodor Fontane, Errements et tourments (Irrungen, Wirrungen).
- Henry James, Reverberator.
- Guy de Maupassant, Pierre et Jean, roman et Sur l'eau, nouvelle.
- Hector Malot, Conscience.
- Octave Mirbeau, L'Abbé Jules.
- Eça de Queirós, Os Maias.
- Robert Louis Stevenson, La Flèche noire (The Black Arrow: A Tale of the Two Roses).
- Giovanni Verga, Mastro-Don Gesualdo.
- Jules Verne, Deux ans de vacances, éd. Hetzel (19 novembre 1888) et Famille-Sans-Nom en feuilleton dans le Magasin d'éducation et de récréation.
- Villiers de L'Isle-Adam, Histoires insolites et Nouveaux Contes cruels.
- Émile Zola, Le Rêve, éd. Charpentier.

## Nouvelles et contes
- Guy de Maupassant, Le Rosier de madame Husson, recueil de nouvelles.
- Rudyard Kipling, Simples contes des collines (Plain Tales from the Hills).
- Oscar Wilde, Le Prince heureux et autres contes, recueil de contes.
- J.-H. Rosny, Les Xipéhuz.
- Theodor Storm, L'Homme au cheval blanc.
- Nouvelles parues en 1888

## Poésie
- 15 mai : La Revue de Paris et de Saint-Pétersbourg publie une nouvelle du poète symboliste belge d'expression francophone Georges Rodenbach (1855-1898), « L'Amour en Exil ».
- Paul Verlaine :  Amour, sixième recueil poétique en vers de l'auteur, paru chez l'éditeur Léon Vanier.
- Sully Prudhomme, Le Bonheur.
- Victor Hugo, Toute la Lyre, recueil de poèmes publié de manière posthume.

## Principales naissances
- 24 janvier : Vicki Baum, écrivaine autrichienne naturalisée américaine († 29 août 1960).
- 20 février : Georges Bernanos, écrivain français († 5 juillet 1948).
- 27 mai : Germaine Mornand, écrivaine française († 27 septembre 1976).
- 19 juin : Paule Régnier, écrivaine française († 1er décembre 1950).
- 23 juillet : Raymond Chandler, écrivain américain († 26 mars 1959).
- 14 octobre : Katherine Mansfield, écrivaine néo-zélandaise († 9 janvier 1923).

## Principaux décès
- 22 janvier : Eugène Labiche, auteur français, 73 ans
- Jean-Marie Guyau, philosophe et poète français (° 1854).